# Rent (film)
Rent è un film del 2005 diretto da Chris Columbus. È un adattamento cinematografico dell'omonimo musical di Broadway di Jonathan Larson vincitore del Premio Pulitzer e di diversi Tony Award. Il film racconta la vita di alcuni artisti bohémien e della loro sessualità, uso di droghe, della loro vita all'ombra dell'AIDS e del loro tentativo di (non) pagare l'affitto. È ambientato nell'East Village di Manhattan a New York alla fine degli anni '80. Il film, diretto da Chris Columbus, ha visto ritornare sei membri (degli otto protagonisti) dal musical originale di Broadway per riprendere i loro ruoli nel film.
Il film è uscito nelle sale il 23 novembre 2005; è costato 40 milioni di dollari, ma ne ha incassati solo 31.670.000.

## Trama
Vigilia di Natale 1989. Gli inquilini di un appartamento Mark e Roger, che esprimono la loro rabbia dopo che gli è stato chiesto di pagare l'affitto da un loro amico. Tom Collins, un ex-coinquilino di Mark, arriva in città e viene aggredito in un vicolo. Benjamin Coffin III, conosciuto anche come Benny, l'affittuario ed ex-coinquilino di Mark, Roger e Collins, offre a Mark e Roger di non fargli pagare l'affitto se convinceranno Maureen, l'ex fidanzata di Mark, a cancellare la sua protesta. Un percussionista di strada, Angel, trova Collins e lo aiuta a riprendersi. Angel dice di stare per andare a un incontro "Life Support" rivelando a Collins di avere l'AIDS, il quale replica di avere anche lui la malattia.
Mark cerca Collins mentre Roger canta del suo desiderio di scrivere un'ultima significativa canzone prima di morire di AIDS. Una ragazza che vive al piano sottostante, Mimi, entra e flirta con Roger, chiedendogli di accendere la sua candela poiché è andata via la corrente elettrica nel palazzo. Mimi è dipendente dall'eroina ed una ballerina sadomaso; ha perso la sua dose e Roger cerca di nascondergliela, ma lei lo distrae e si riprende la dose.
Il giorno successivo, Collins appare nel loft con una bottiglia di vodka; ha un lavoro alla New York University, e Mark gli chiede se è per questo che può permettersi la vodka. Collins lo contraddice e gli presenta Angel che è vestito con una parrucca a caschetto, stivali con tacco ed un vestito da Babbo Natale. Angel dà soldi a Roger e Mark e spiega loro di averli guadagnati suonando fino a che un cane non si è buttato dal ventitreesimo piano di un palazzo (Today 4 U). Maureen chiama Mark chiedendogli di sistemare il suo impianto audio. Angel e Collins invitano i due ragazzi all'incontro "Life Support". Roger rifiuta mentre Mark promette di fare un salto. Mark va nel posto della performance di Maureen, trovando Joanne: la nuova fidanzata di Maureen. Joanne e Mark discutono dell'inclinazione al tradimento di Maureen.
Mark arriva all'incontro di "Life Support" in ritardo; è palesemente a disagio circondato da tanti pazienti di AIDS, ma si tranquillizza e chiede se può filmare l'incontro. Il gruppo canta sul loro desiderio di vivere pienamente ogni giorno. Quella sera, Mimi torna nel loft e flirta con Roger; il ragazzo la respinge a causa della sua dipendenza dall'eroina e della sua invadenza, sbattendola fuori dall'appartamento; mentre i due si cantano l'un l'altro, Collins, Angel e Mark arrivano e si schierano con Mimi. Roger è irremovibile così Angel consola Mimi.
Ad un altro incontro del "Life Support", i presenti si chiedono come andrà avanti la loro vita ora che hanno l'AIDS; Roger si unisce al gruppo, per la felicità di Angel, Collins e Mark. Tornando al loro appartamento, trovano una senzatetto che viene infastidita da un poliziotto e l'aiutano, solo per essere richiamati dalla donna che accusa Mark di volersi fare un nome sfruttando la sua vita. Nel treno della metropolitana, il gruppo discute di trasferirsi a Santa Fe e di aprire un ristorante. Mark e Roger vanno ad aiutare Joanne. Collins e Angel si dichiarano tutto il loro amore ed Angel compra a Collins un nuovo cappotto.
La protesta di Maureen si svolge quella sera. Benny ha lasciato i poliziotti in attesa e scoppia una rissa. Più tardi si incontrano tutti al "Life Café"; Mark dice di aver venduto il materiale girato sulla rissa al telegiornale e che "Buzzline" vuole trasmetterlo. Benny si scusa con tutti e dice che la moglie non era lì presente. Benny dice al gruppo che devono crescere, diventare responsabili e se vogliono davvero continuare il loro stile di vita il che porta ad un'accesa discussione con i ragazzi che cantano a squarciagola cosa li ispira a partire da Mark che fa un'elegia funebre per la "morte" della Bohème. Maureen e Joanne disgustano Benny e gli altri uomini del locale. Roger e Mimi decidono di dichiararsi l'un l'altra fuori dal caffè.
A Capodanno, il gruppo scopre che Benny li ha sbattuti fuori di casa e che ha espropriato i loro beni. Per guadagnare qualche soldo, Mark accetta la proposta di lavoro da "Buzzline"; Joanne e Maureen lo accompagnano, ma Joanne si arrabbia quando vede Maureen flirtare con una segretaria. Dopo una discussione, Maureen chiede a Joanne di sposarla.
In un club elegante dove i genitori di Joanne stanno tenendo una festa di fidanzamento per loro, Joanne si arrabbia quando Maureen flirta con un'altra donna. Maureen vorrebbe che Joanne capisse che lei si sta solo divertendo, mentre Joanne vorrebbe che Maureen seguisse le normali regole di una relazione e che smettesse di prenderla in giro per la sua personalità "organizzatrice e controllata". Le due decidono allora di lasciarsi.
Benny restituisce tutti i beni agli amici ed offre a Mark e Roger di vivere nell'appartamento gratis. Vedendola come una manovra pubblicitaria, Mark rifiuta mentre Roger si risente del fatto che è stata Mimi a convincere Benny a ripensarci. Mimi e Benny hanno avuto una relazione in precedenza nonostante lei protesti che era ormai finita da mesi, ma Roger non riesce ad accettarlo. Mimi e Roger affrontano le crisi d'astinenza di Mimi. Alcuni membri del "Life Support" muoiono uno dopo l'altro e Collins porta Angel all'ospedale. Roger trova Mimi con il suo spacciatore così la lascia. Angel muore tra le braccia di Collins.
Durante il funerale di Angel, Mimi, Mark e Maureen ricordano i momenti vissuti con Angel, mentre Collins canta la canzone che aveva cantato con Angel. Dopo il funerale, Roger e Mimi discutono della loro relazione, così come Joanne e Maureen. Roger dice di aver venduto la sua chitarra, comprato una macchina e di essere in procinto di partire per Santa Fe.
A Santa Fe, Roger si rende conto di amare ancora Mimi e decide di tornare a New York; Mark decide di finire il suo film e lascia il suo lavoro da "Buzzline" (What You Own). Quando Roger arriva in città scopre che Mimi è scappata dalla clinica di recupero e che è dispersa. La vigilia di Natale, Collins torna all'appartamento; il ragazzo dà dei soldi ai due. Joanne e Maureen trovano Mimi e la portano all'appartamento; la ragazza sta morendo. Mimi e Roger si riconciliano e finalmente Mimi dice a Roger di amarlo. Mentre lei giace morente, Roger le canta la canzone che ha scritto durante tutto l'anno e, quando canta l'ultimo verso, sembra che Mimi muoia.
Mimi riprende conoscenza spiegando di aver visto Angel che le ha detto "torna indietro amica mia, e ascolta la canzone di quel ragazzo". I sei amici, di nuovo fiduciosi nei confronti della vita, cantano la canzone finale con la voce di Angel che si unisce a loro mentre viene mostrato il documentario di Mark.

## Cast

### Personaggi principali
Tutti i membri del cast originale di Broadway, eccetto due, hanno ripreso il loro ruolo nel film. Chris Columbus ebbe l'idea di dare al cast originale la prima opzione sui ruoli quando parlò ad Anthony Rapp, Adam Pascal ed Idina Menzel del musical e sentì che tutti sembravano ancora gli stessi di quando interpretavano lo show nel 1996. Solo Daphne Rubin-Vega e Fredi Walker, le originali Mimi e Joanne, non fecero parte del film. Daphne Rubin-Vega era incinta di sette mesi al tempo delle riprese e non era quindi in grado di riprendere il ruolo di Mimi. Fredi Walker disse invece di sentirsi troppo grande per la parte, ma che voleva una donna di origine afro-americana per interpretare la parte di Joanne.
- Anthony Rapp: Mark Cohen - Un artista aspirante regista e coinquilino di Roger; è stato scaricato di recente da Maureen.
- Adam Pascal: Roger Davis - Un ex-tossicodipendente positivo all'HIV e musicista rock; è il coinquilino di Mark e l'interesse amoroso di Mimi.
- Rosario Dawson: Mimi Marquez - Una tossicodipendente da eroina positiva all'HIV e ballerina di nightclub; è l'interesse amoroso di Roger.
- Jesse L. Martin: Tom Collins - Un insegnante, filosofo e anarchico che ha l'AIDS; ex coinquilino di Maureen, Roger, Mark e Benny, è anche l'interesse amoroso di Angel.
- Wilson Jermaine Heredia: Angel Dumott Schunard - Una drag queen omosessuale e musicista di strada con l'AIDS; è l'interesse amoroso di Collins.
- Idina Menzel: Maureen Johnson - Un'artista bisessuale e fidanzata di Joanne; è anche l'ex fidanzata di Mark.
- Tracie Thoms: Joanne Jefferson - Un avvocato laureato ad Harvard e lesbica; è la fidanzata di Maureen.
- Taye Diggs: Benjamin (Benny) Coffin III - L'affittuario degli appartamenti di Mark, Roger e Mimi ed ex-coinquilino di Collins, Roger, Maureen e Mark.

### Personaggi secondari
- Mackenzie Firgens: April Ericsson, la fidanzata suicida di Roger.
- Sarah Silverman: Alexi Darling, capo di "Buzzline".
- Jennifer Siebel: La segretaria di Alexi Darling.
- Aaron Lohr e Wayne Wilcox: Steve e Gordon, membri del "Life Support".
- Daryl Edwards e Anna Deavere Smith: Mr. & Mrs. Jefferson, i genitori di Joanne.
- Kevin Blackton e Bettina Devin: Mr. & Mrs. Johnson, i genitori di Maureen.
- Joel Swetow e Randy Graff: Mr. & Mrs. Cohen, i genitori di Mark.
- Chris Columbus: Fa un cameo nel ruolo di un uomo arrabbiato alla guida all'inizio del film.

## Produzione
Rent è stato ripreso nel formato super 35 mm. Alcuni esterni sono stati girati a New York City, in particolare nell'East Village; gli interni e i restanti esterni sono stati ripresi a San Francisco, San Diego, la famosa "Filoli House" a Woodside (California), Oakland e Santa Fe.
Fino al 2001, la Miramax aveva incaricato Spike Lee di dirigere il film. Tuttavia, a causa di problemi di budget e della volontà di Spike Lee di assumere celebrità come Justin Timberlake e Brittany Murphy per il film, il progetto fu messo in pausa.
Nell'ottobre del 2004 la Revolution Studios riprese il progetto con Chris Columbus alla regia e la Columbia Pictures come distributore. Columbus sentì una forte connessione con i personaggi e le loro esperienze, essendo egli stesso uno studente laureatosi alla New York University nei tardi anni '80 che aveva vissuto nei luoghi dove il musical e il film sono ambientati. Il regista fa anche un cameo all'inizio del film nel ruolo di un guidatore irritato che trova la sua macchina mentre viene lavata da un lavavetri abusivo.
Il primo trailer del film vedeva il cast cantare Seasons of Love e venne pubblicato su diversi fan site di Rent all'inizio di giugno del 2005. Il trailer avrebbe dovuto essere proiettato nelle sale prima dei film Star Wars: Episodio III - La vendetta dei Sith e Crash in alcune città selezionate a partire dal 3 giugno 2005. MovieMusicals.net riportò che il trailer sarebbe stato pubblicato ufficialmente il 7 giugno 2005 esclusivamente su American Online: il blog ufficiale del film annunciò che sarebbe andato in onda anche durante l'episodio di Access Hollywood del 7 giugno 2005.
Un secondo trailer venne pubblicato il 25 agosto 2005 e conteneva una parte di dialogo del film insieme alla seconda parte del finale (detto "finale B"). Un terzo trailer venne trasmesso a settembre del 2005 durante l'apertura di stagione di Nip/Tuck e conteneva nuovo materiale tratto nuovamente da Seasons of Love.
L'uscita limitata nelle sale a New York, Los Angeles e Toronto dell'11 novembre 2005 venne cancellata, e la première ufficiale si tenne infine al Ziegfield Theatre di New York. Il film fu distribuito così nelle sale di tutto il mondo il 23 novembre 2005.

## Critica
Il film ha ricevuto critiche miste, come indicato dal 48% ottenuto su Rotten Tomatoes; la recensione più consensuale del suddetto sito riporta: «I fan del musical teatrale potranno anche perdonare le sue debolezze, ma una regia debole, un inevitabile senso di teatro e una propensione irritante verso i passi falsi impediscono al film di coinvolgere davvero lo spettatore».
È stato il terzo incasso d'apertura più redditizio per l'adattamento di un musical di Broadway, sorpassato solo nel 2007 dal film tratto da Hairspray - Grasso è bello e da Il fantasma dell'Opera del 2004 pubblicato l'anno precedente.
Il film fu candidato per diversi premi, inclusi un GLAAD Media Award come Miglior Musical/Commedia. Rosario Dawson fu candidata, e vinse, un Satellite Award come Miglior Attrice di Supporto mentre Chris Columbus venne candidato come Miglior Regista. Inoltre, Rosario Dawson fu candidata come Miglior Attrice per i NAACP Image Awards.

## Scene tagliate
Sono presenti nel DVD alcune scene tagliate:
- Una di queste è una versione estesa della scena proprio prima di Without You dove Mimi, Roger e Benny discutono e Angel cerca di calmare tutti quanti scoprendo accidentalmente di aver ucciso il cane di Benny. Questa scena fu tagliata perché Columbus non voleva concentrarsi sulla relazione tra Mimi & Benny in quel particolare momento.
- Un assolo di Mark, Halloween, venne filmato, ma fu tagliato perché «non si inseriva nel contesto» del film. Goodbye Love venne filmata interamente, ma la seconda parte venne tagliata perché Columbus la ritenne in qualche modo ridondante a livello emotivo, come ha dichiarato sul commento del DVD.
- Un'altra è una piccola scena proprio prima della seconda parte di Goodbye Love dove Benny paga il funerale di Angel; Collins dice a Benny che ha appena pagato il funerale della persona che gli ha ucciso il cane, ma il ragazzo rivela di averlo sempre saputo e che non gli era mai piaciuto quel cane. La scena venne tagliata perché era un momento divertente che toglieva "tensione" alla scena precedente.
- L'ultima scena tagliata è quella dove Roger incontra Benny al Life Café e scopre che quest'ultimo voleva solo essere un amico per Mimi che ama ancora Roger.

## Finale alternativo
In aggiunta a quattro scene eliminate, il DVD include un finale alternativo che mostra tutti i personaggi principali eccetto Angel che si trovano nella stessa posizione dove erano durante Seasons of Love all'inizio del film; si trovano tutti sotto la luce di un riflettore, con il posto di Angel vuoto. Sul finire della scena, Angel entra da un lato e raggiunge il suo posto, fermandosi per un attimo dove si trova Collins e prendendogli brevemente la mano, regalando un momento toccante. Il musical in effetti ha proprio questa scena quando sono tutti disposti in fila. La scena fu tagliata perché i produttori avevano paura che il pubblico non avrebbe capito perché Angel era tornata al suo posto alla fine.

## Colonna sonora
La colonna sonora venne pubblicata il 23 settembre 2005 in un'edizione ridotta in disco singolo da 17 tracce intitolata Selections Soundtrack e in una integrale da due dischi di 28 tracce.